# Paul Alexandre du Bois-Berthelot
Pour les articles homonymes, voir Bois (homonymie) et Berthelot.
Paul Alexandre du Bois-Berthelot, né le 23 février 1741 à Canihuel et mort le 1er août 1812 à Saint-Brieuc, est un officier de marine français. Il prend part au débarquement des émigrés à Quiberon en juin 1795. Exilé, il est autorisé à rentrer en France sous le Consulat.

## Biographie

### La Marine royale
En 1759, il commande, en tant qu’enseigne, la corvette la Calypso qui fait partie de l'escadre de 21 vaisseaux du maréchal de France Hubert de Brienne de Conflans concentrée à Brest en vue d'un débarquement en Angleterre. À son bord, il participe à la bataille des Cardinaux le 20 novembre 1759.
Au lendemain de la défaite française, la Calypso se réfugie avec 6 autres vaisseaux, le Brillant, le Robuste, l’Inflexible, le Glorieux, l’Éveillé, le Dragon et le Sphinx, accompagnés de deux frégates — la Vestale et l’Aigrette — et d’une autre corvette — le Prince Noir — dans l’estuaire de la Vilaine. En raison du manque de visibilité, le Glorieux et l’Éveillé s’envasent. Si les dommages de l’Éveillé sont sans conséquences, le Glorieux déplore une voie d’eau ; l’Inflexible, d’autre part, a perdu ses mâts de misaine et de beaupré.
Il faut plus de deux ans et demi d'effort aux deux officiers nommés par le duc d'Aiguillon, Charles-Henri-Louis d'Arsac de Ternay et Charles Jean d'Hector, pour sortir les navires de l’embouchure de la Vilaine. Dans la nuit du 6 au 7 janvier 1761, par une forte brume, puis au milieu d'un violent orage, le Dragon et le Brillant, sous le commandement de Ternay et d'Hector, puis la Vestale, l’Aigrette et la Calypso réussissent à rejoindre Brest ou Rochefort ; la frégate la Vestale est reprise le 9 janvier par le HMS Unicorn,, alors que l’Aigrette remporte son affrontement contre le Seahorse.
La Calypso, désormais sous le commandement de l’enseigne Desforges, atteint Brest mais doit subir un combat durant son voyage et son capitaine meurt à son arrivée.
Il quitte la Marine royale en 1776 avec le grade de lieutenant de vaisseau et la croix de Saint-Louis.

### La Révolution
Il émigre, avec sa famille, à Jersey en 1792 et rejoint l’armée des Princes avec son fils Charles du Bois-Berthelot. Il participe au débarquement des émigrés à Quiberon où il commande une division de chouans sous le grade de maréchal de camp. Il prend part à la bataille d’Auray en juin 1795 et à celle de Carnac en juillet suivant. Blessé, il parvient à rejoindre l’Angleterre. Il devient ensuite l’aide de camp de Georges Cadoudal.
Il reçoit l'autorisation de pouvoir retourner vivre en France lors du Consulat[réf. nécessaire].